# Otakar Diblík
Otakar Diblík (19. srpna 1929 Brno – 12. února 1999 Praha) byl český designér. Významně se podílel na vzhledu dopravních prostředků.

## Život
Diblík v letech 1948 až 1952 vystudoval obor architektury a pozemního stavitelství na Vysoké škole technické Dr. E. Beneše (nyní Vysoké učení technické v Brně). Poté spolupracoval s mnohými československými podniky (Karosa, Tatra, Zetor, Škoda a další). V roce 1968 emigroval a usídlil se v Itálii. Od následujícího roku působil jako designér v milánském studiu Bonetto, v roce 1983 se stal dokonce tamním šéfdesignérem. Na konci 80. let ale zemřel majitel a zakladatel studia Rodolfo Bonetto a Diblík pro vnitřní neshody odešel. Od roku 1990 pracoval jako vedoucí ateliéru designu Vysoké školy uměleckoprůmyslové v Praze. Zemřel na selhání srdce v ateliéru VŠUP.

## Dílo
- úprava design autobusu Škoda 706 RTO na provedení Škoda 706 RTO Brusel
- design interiéru letadla Let L-200 Morava
- design karoserie Škoda 440 Karosa
- design karavanu Dingo
- design interiéru letadla Let L-200 Morava
- design traktorů Zetor Crystal
- design elektrické lokomotivy 230
- ofsetový tiskařský stroj Romayor

a další

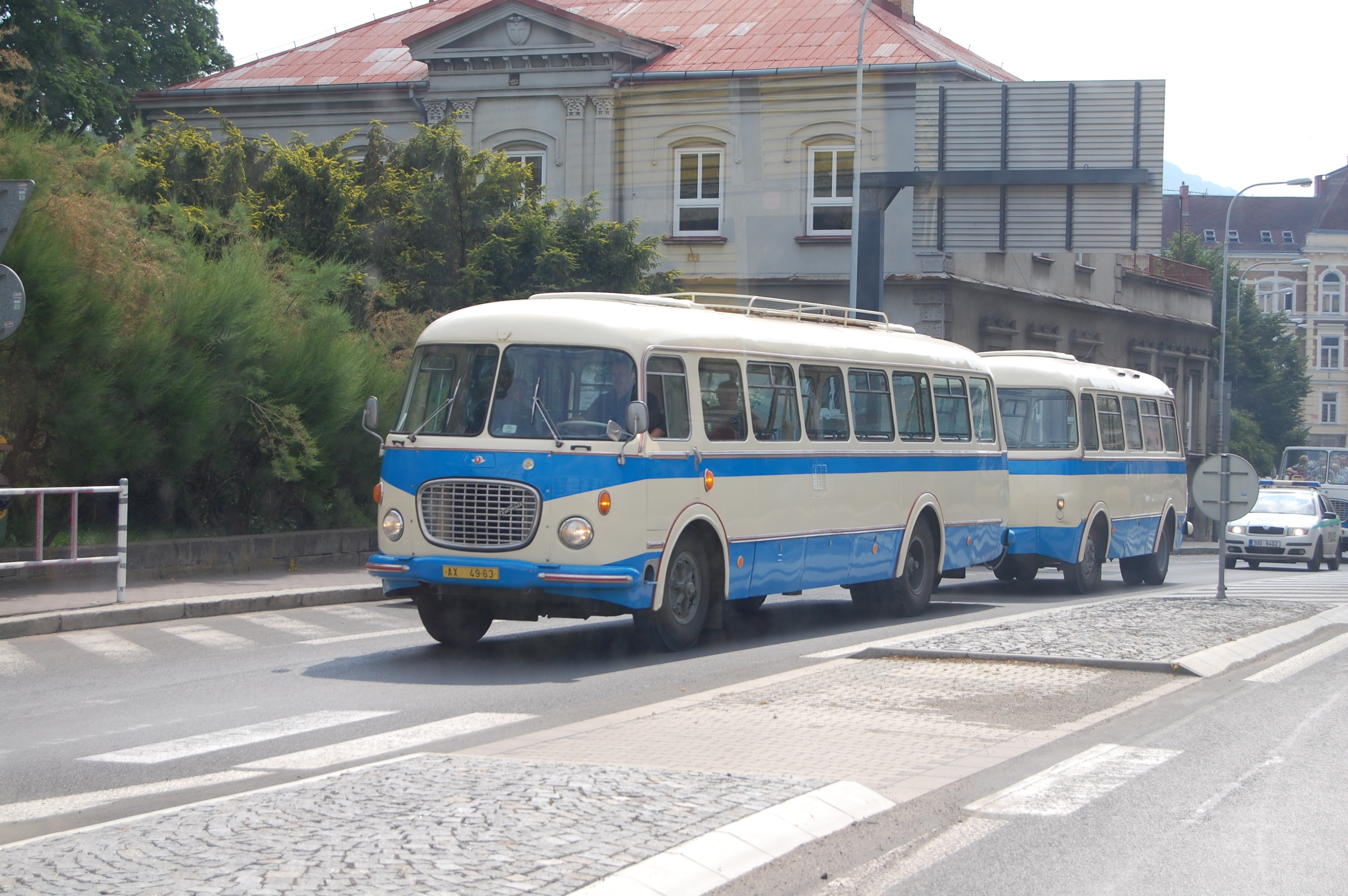
Autobus Škoda 706 RTO
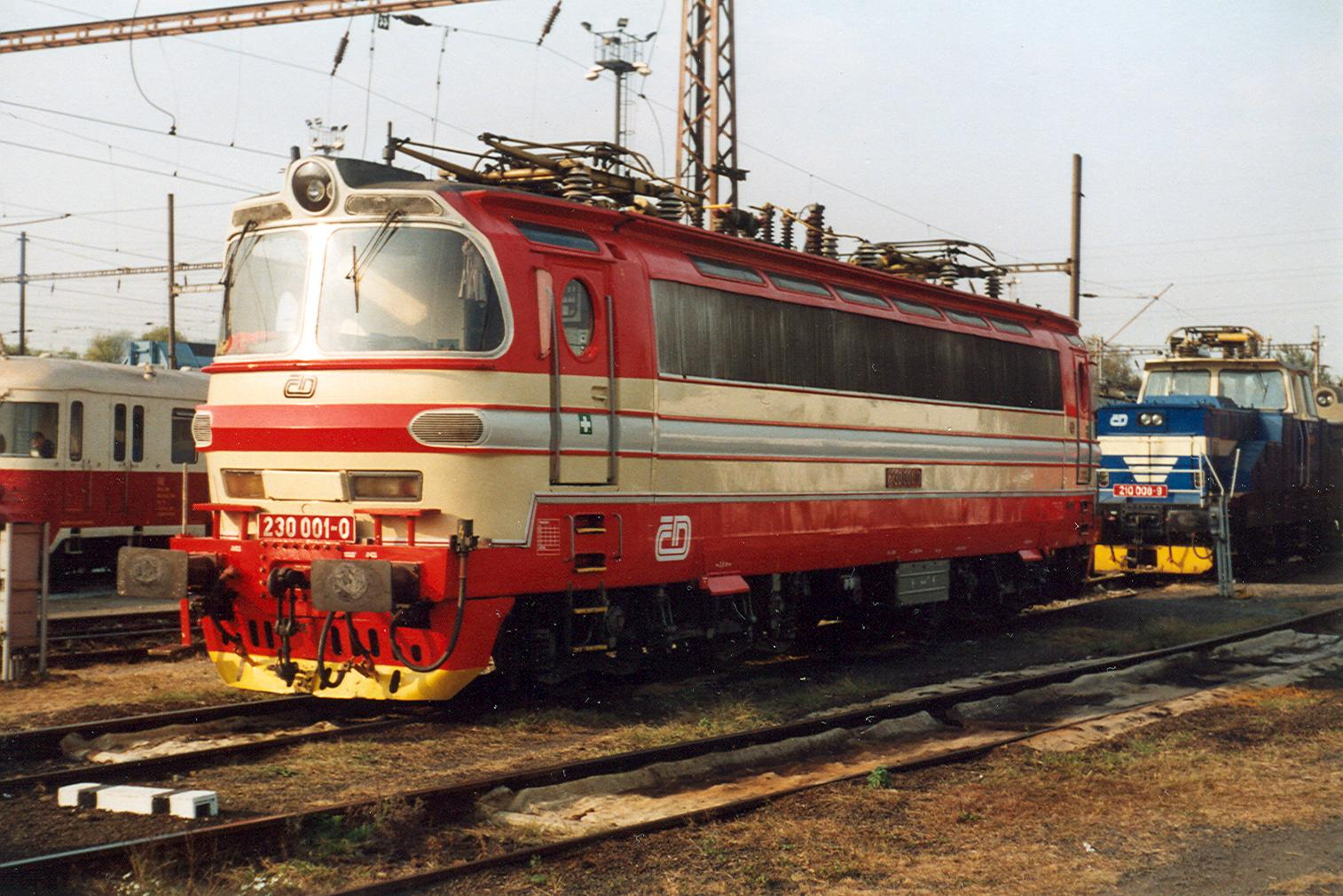
Lokomotiva 230 („laminátka“)
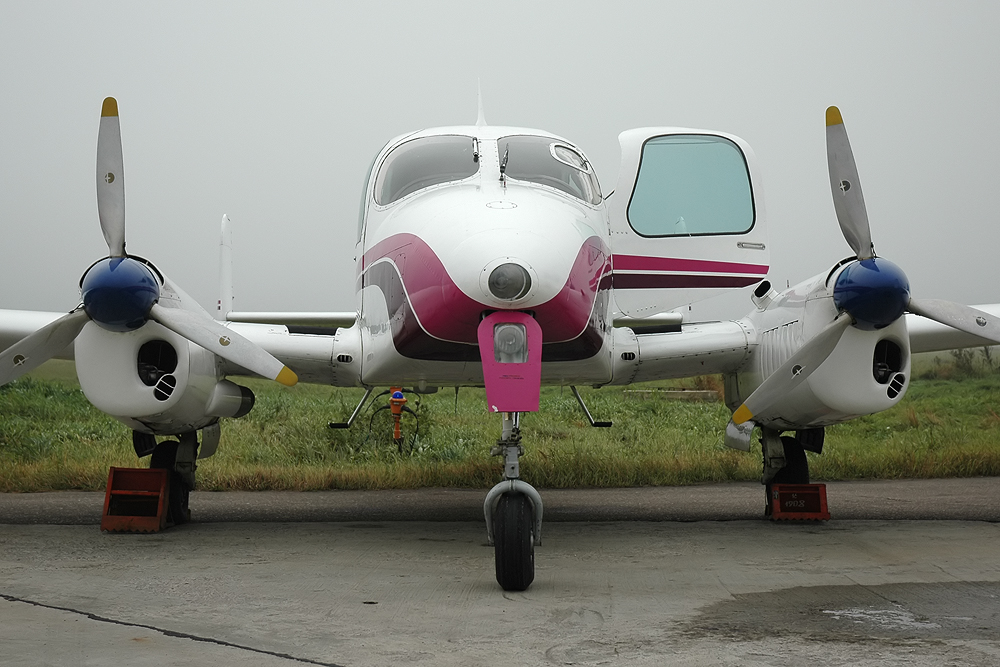
Letadlo Let L-200 Morava
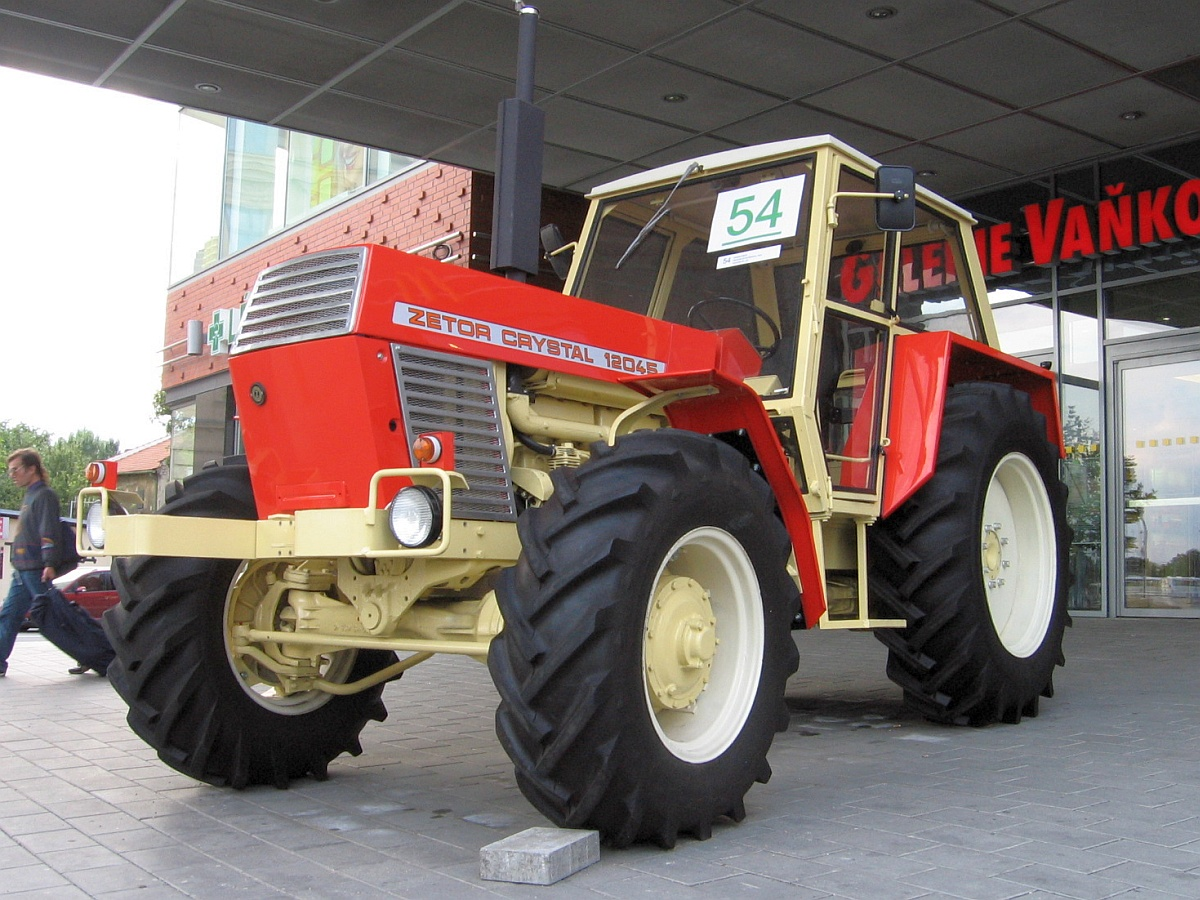
Zetor Crystal 12045
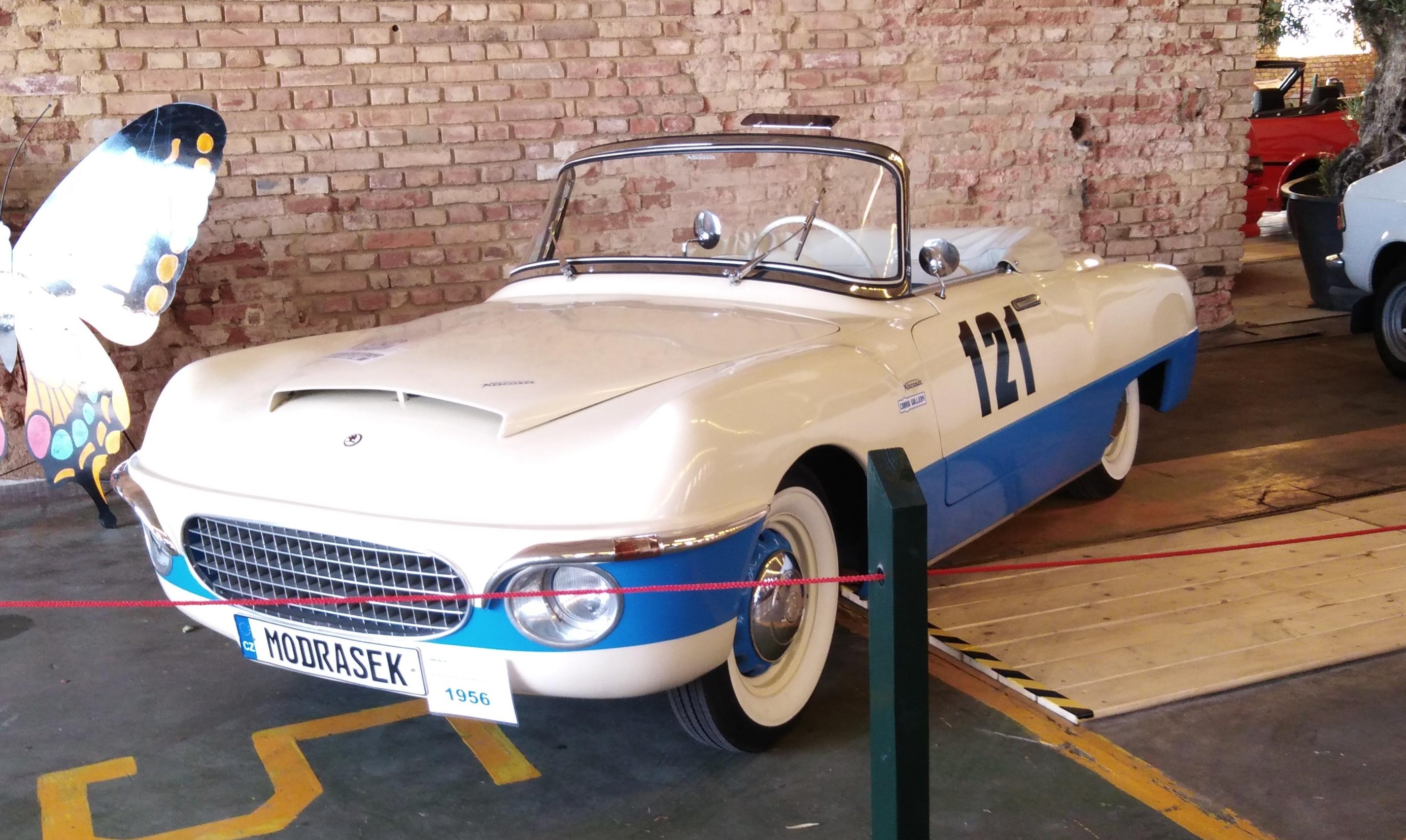
Škoda 440 Karosa